# Thạnh Hưng, An Giang
Thạnh Hưng là một xã thuộc huyện Giồng Riềng, tỉnh Kiên Giang, Việt Nam.

## Địa lý
Xã Thạnh Hưng có vị trí địa lý:
- Phía đông giáp xã Ngọc Thành và xã Ngọc Chúc
- Phía tây giáp huyện Tân Hiệp
- Phía nam giáp thị trấn Giồng Riềng và xã Thạnh Bình
- Phía bắc giáp xã Thạnh Phước và xã Thạnh Lộc.

Xã Thạnh Hưng có diện tích 46 km², dân số năm 2020 là 16.338 người, mật độ dân số đạt 355 người/km².

## Hành chính
Xã Thạnh Hưng được chia thành 8 ấp: Phạm Đình Nông, Thạnh Tân, Thạnh Thanh, Thạnh Ngọc, Thạnh Nguyên, Thạnh Trung, Thạnh Xuân, Trương Văn Vững.

## Lịch sử
Sau năm 1975, Thạnh Hưng là một xã thuộc huyện Giồng Riềng.
Ngày 10 tháng 10 năm 1981, Hội đồng Bộ trưởng ban hành Quyết định 109-HĐBT về việc chia xã Thạnh Hưng thành bốn xã lấy tên là xã Thạnh Phước, xã Tân Nguyên, xã Hiệp Lộc và xã Thạnh Hưng.
Ngày 31 tháng 5 năm 1991, Ban Tổ chức Chính phủ ban hành Quyết định số 288-TCCP về việc sáp nhập ba xã Thạnh Phước, Tân Nguyên và Hiệp Lộc vào xã Thạnh Hưng.
Ngày 18 tháng 3 năm 1997, Chính phủ ban hành Nghị định số 23-CP về việc:
- Thành lập xã Thạnh Phước trên cơ sở 4.483 ha diện tích tự nhiên và 8.980 nhân khẩu của xã Thạnh Hưng
- Thành lập xã Thạnh Lộc trên cơ sở 4.673 ha diện tích tự nhiên và 9.576 nhân khẩu của xã Thạnh Hưng.

Xã Thạnh Hưng sau khi điều chỉnh địa giới hành chính có 5.035 ha dịên tích tự nhiên và 11.695 nhân khẩu.